# Nowa Sucha (gromada)
Nowa Sucha (do 30 XII 1968 Zakrzew) – dawna gromada, czyli najmniejsza jednostka podziału terytorialnego Polskiej Rzeczypospolitej Ludowej w latach 1954–1972.
Gromady, z gromadzkimi radami narodowymi (GRN) jako organami władzy najniższego stopnia na wsi, funkcjonowały od reformy reorganizującej administrację wiejską przeprowadzonej jesienią 1954 do momentu ich zniesienia z dniem 1 stycznia 1973, tym samym wypierając organizację gminną w latach 1954–1972.
Gromadę Nowa Sucha z siedzibą GRN w Nowej Suchej utworzono 1 stycznia 1969 w powiecie sochaczewskim w woj. warszawskim w związku z przeniesieniem siedziby GRN gromady Zakrzew z Zakrzewa do Nowej Suchej i zmianą nazwy jednostki na gromada Nowa Sucha.
Gromada przetrwała do końca 1972 roku, czyli do kolejnej reformy gminnej. 1 stycznia 1973 w powiecie sochaczewskim utworzono gminę Nowa Sucha.